# Czesław Lewandowski (działacz kombatancki)
Czesław Lewandowski, ps. „Bystry” (ur. 17 października 1928 w Wólce Garwolińskiej) – polski działacz kombatancki, uczestnik powstania warszawskiego, prezes Zarządu Głównego Związku Kombatantów Rzeczypospolitej Polskiej i Byłych Więźniów Politycznych (ZKRPiBWP).

## Życiorys
W trakcie okupacji niemieckiej podczas II wojny światowej był w latach 1942–1945 działaczem polskiej konspiracji niepodległościowej w ramach Szarych Szeregów i Armii Krajowej. Brał udział w powstaniu warszawskim jako członek Zgrupowania Żyrafa na Żoliborzu. Uczestniczył między innymi w natarciu na Dworzec Gdański. Następnie od września 1944 do maja 1945 przebywał w niemieckim nazistowskim obozie koncentracyjnym KL Stutthof. Przeżył między innymi „marsz śmierci” podczas ewakuacji obozu na wiosnę 1945.
Po wojnie w latach 1946–1981 służył w WP awansując do stopnia pułkownika. Był między innymi zastępcą Szefa Wojsk Chemicznych Warszawskiego Okręgu Wojskowego, a także wykładowcą w Wyższej Szkoły Oficerskiej Wojsk Chemicznych w Krakowie oraz Akademii Sztabu Generalnego im. gen. broni Karola Świerczewskiego.
Jako działacz kombatancki był prezesem Rejonu ZKRPiBWP w warszawskiej dzielnicy Praga-Północ i Targówek, a także wiceprezesem i skarbnikiem Zarządu Głównego ZKRPiBWP. Od 2022 jest ponownie członkiem Zarządu Głównego i Prezydium ZKRPiBWP. W czerwcu 2023 został wybrany na prezesa Zarządu Głównego ZKRPiBWP. W lutym 2024 szef Urzędu do Spraw Kombatantów i Osób Represjonowanych Jan Józef Kasprzyk powołał go w skład Rady ds. Kombatantów i Osób Represjonowanych.

## Wybrane odznaczenia
- Krzyż Oficerski Orderu Odrodzenia Polski[3]
- Krzyż Kawalerski Orderu Odrodzenia Polski[3]
- Krzyż Oświęcimski[3]
- Krzyż Partyzancki[3]
- Warszawski Krzyż Powstańczy[3]
- Medal „Pro Bono Poloniae”[6]